# Циндаоський океанографічний інститут
Циндаоський океанографічний інститут — китайський інститут у місті Циндао, який веде дослідження у галузі океанології і водного господарства, є одним з головних комплексних інститутів при Міністерстві освіти Китаю.
Створений у 1924 р. Засновник — професор Хе Чунбень.
Циндаоський океанографічний інститут має право на присудження вчених ступенів доктора, магістра та бакалавра.
Структурно Циндаоський океанографічний інститут має 12 інститутських відділень, 30 факультетів по 38 основних спеціальностях. Інститут має 73 лабораторії і своє науково-дослідне судно водотоннажністю 3500 тонн.
Інститут підтримує тісні зв'язки з понад 50 вишами та науково-дослідними інститутами в 35 країнах світу.